# Weh Tenang Tua
Weh Tenang Tua is een bestuurslaag in het regentschap Bener Meriah van de provincie Atjeh, Indonesië. Weh Tenang Tua telt 860 inwoners (volkstelling 2010).